# Francisco de Assis de Jesus
Francisco Assis de Jesus ( Petrolina, Brazil, 14. svibnja 1988. ), brazilski nogometaš, igrač Međimurja, na posudbi u Omišu. 
Već nakon nekoliko dana od rođenja stradava mu otac, pa mali "Robinho" ostaje sam s majkom. Majka ga ostavlja na autobusnom kolodvoru kad su mu bile samo dvije godine. Tamo ga je pronašla Maria Luzanira de Jesus i preuzima kompletnu brigu o dječaku iako i sama vrlo siromašna. Čim je prohodao pčeo se sam brinuti za sebe, skupljao je kožu po amazonskim šumama te prao vjetrobranska stakla na autima. Nije imao više od jednog obroka dnevno. Nije naučio ni čitati ni pisati. 
U dobi od 8 godina počinje trenirati u lokalnom nogometnom klubu. Uvijek se isticao svojim malenim rastom, ali i velikom brzinom i sjajnom tehnikom. Najviše je volio biti "desetka" i sanjao je da jednom zaigra u Barceloni.
Na ljeto 2006. zapazio ga je bivši nogometaš i reprezentativac Hondurasa Otavio Santana. Otavio je zaključio kako je momak veliki talent, te da bi ga bilo najbolje školovati u manjim ligama Europe prije negoli ode u neki veći klub. Hrvatski menadžer Mladen Kliškinić "Zeleni" koji je u odličnim odnosima s Upravom Međimurja preporučio ga je čakovečkom prvoligašu. Veliko olakšanje mu je bilo to što su tamo već otprije njegova tri sunarodnjaka: Cicero Lima, Andre Silva i Ricardo Costa. Andre Silva kao najstariji i najiskusniji je odmah prihvatio ulogu njegova učitelja hrvatskog, ali i portugalskog jezika. Robinho ga danas smatra svojim ocem. Direktor Stjepan Hamonajec i šef struke Miljenko Dovečer su odlučili da je najbolje da mladić trenira s njihovim juniorima prvih 6 mjeseci, pa onda ode na posudbu prije negoli se vrati u seniorsku momčad Međimurja.
"Cijelu svoju plaću šaljem kući u Brazil jer je njima potrebnije nego meni ovdje. Želja mi je zaraditi novac u Europi i priuštiti ljudima koji su mi spasili život u Brazilu materijalnu sigurnost." - kaže talentirani mladić.
Uzor mu je dinamov Eduardo da Silva. Želja mu je okušati se u Dinamu a potom u Barceloni. Nema ništa protiv ni da obuče dres hrvatske reprezentacije ako ga se pozove.